# Itxassou
Itxassou (baskisch: Itsasu) ist eine Gemeinde im französischen Baskenland mit 2204 Einwohnern (1. Januar 2022) im Département Pyrénées-Atlantiques in der Region Nouvelle-Aquitaine. Sie gehört zum Arrondissement Bayonne und zum Gemeindeverband Pays Basque.

## Geografie
Die Gemeinde Itxassou liegt im Süden der historischen Provinz Labourd in den westlichen Pyrenäen, 19 Kilometer südöstlich der Küstenstadt Bayonne. Das Gemeindegebiet von Itxassou umfasst einen Abschnitt des Nivetales sowie die umliegenden Vorberge der Pyrenäen. Die Nive durchbricht auf ihrem Flusslauf nach Norden auf der Höhe von Itxassou einen letzten Bergriegel und formt bis zu 250 m hohe Felsufer, ehe sie ab Cambo-les-Bains in ein flacheres Gelände mit niedrigerer Fließgeschwindigkeit eintritt. Im Ortsteil Laxia mündet der ca. acht Kilometer lange Bergfluss Ruisseau du Laxia in die Nive. Im Quellgebiet des Ruisseau du Laxia nahe der spanischen Grenze erhebt sich der Artzamendi, mit 926 m die höchste Erhebung in der Gemeinde Itxassou.
Zu Itxassou gehören die Ortsteile und Weiler Le Bourg, Tellery, Errobi, Errobisola, Laxia, Haranéa, Orkazberroa und Olhaénéa.

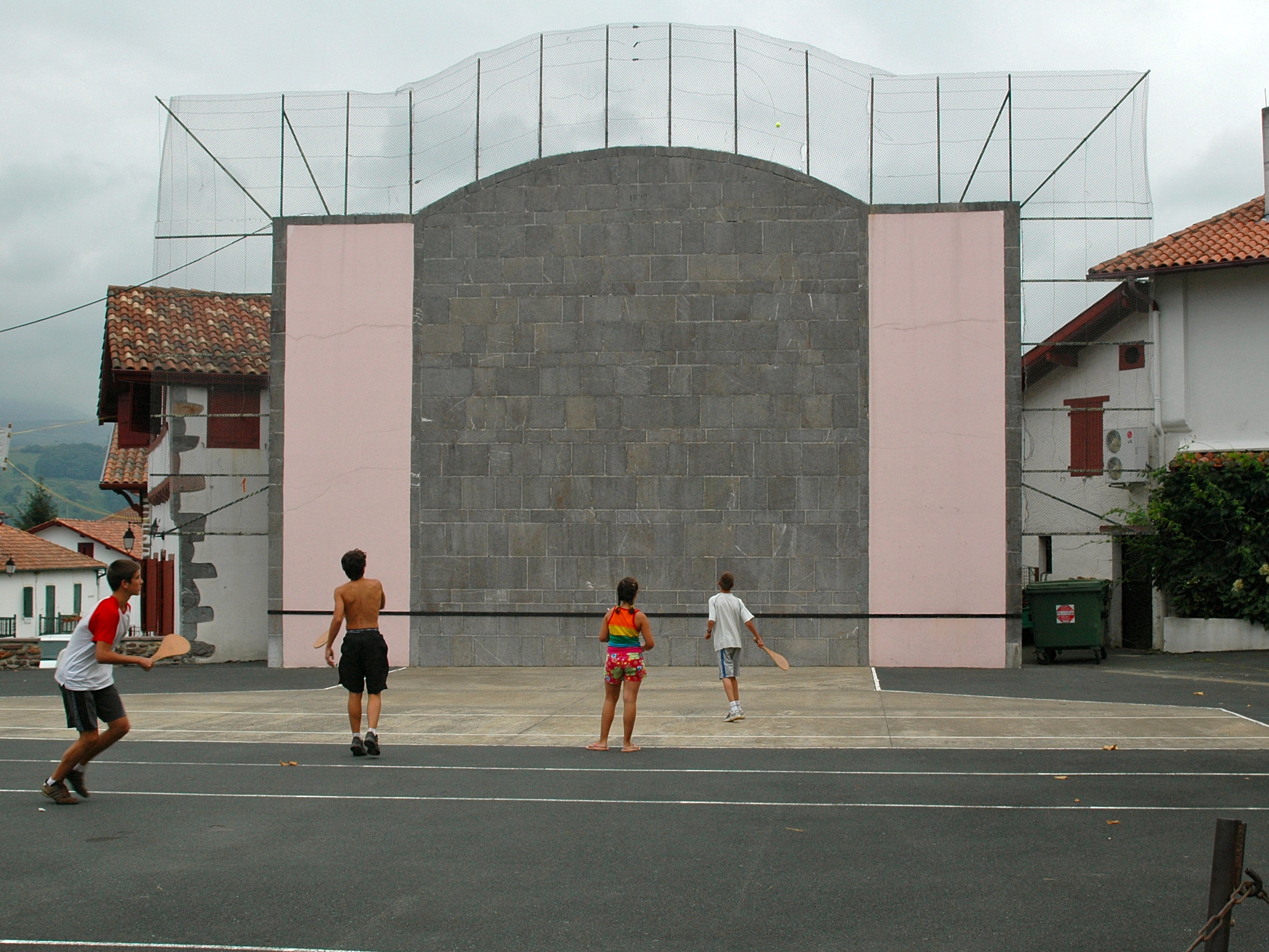
Frontón in Itxassou

Itxassou grenzt im Norden an Cambo-les-Bains, im Osten an Louhossoa, im Südosten an Bidarray, im Süden an Baztan (Spanien) sowie im Westen an Espelette.

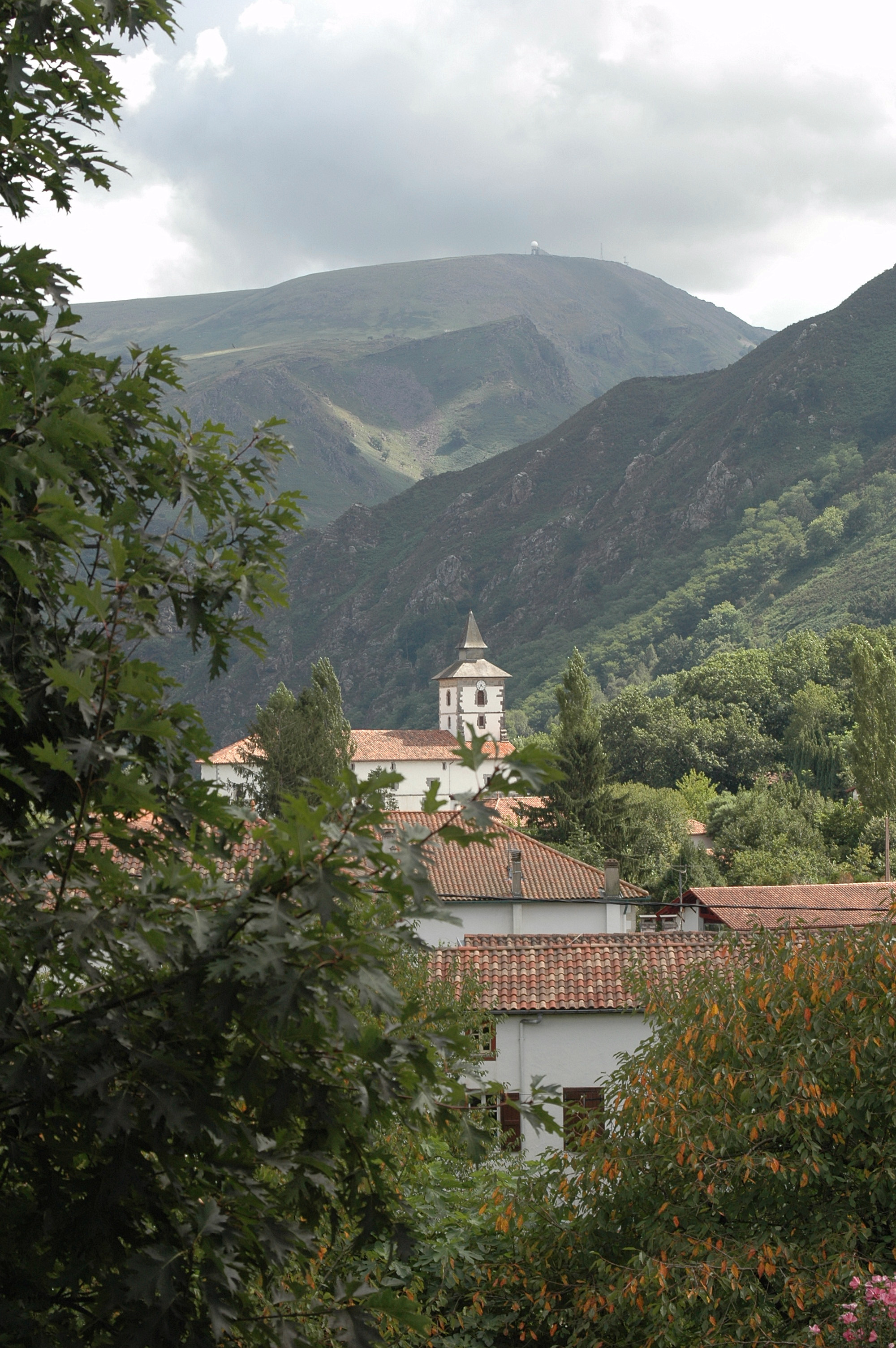
Blick über Itxassou zum 926 m hohen Artzamendi
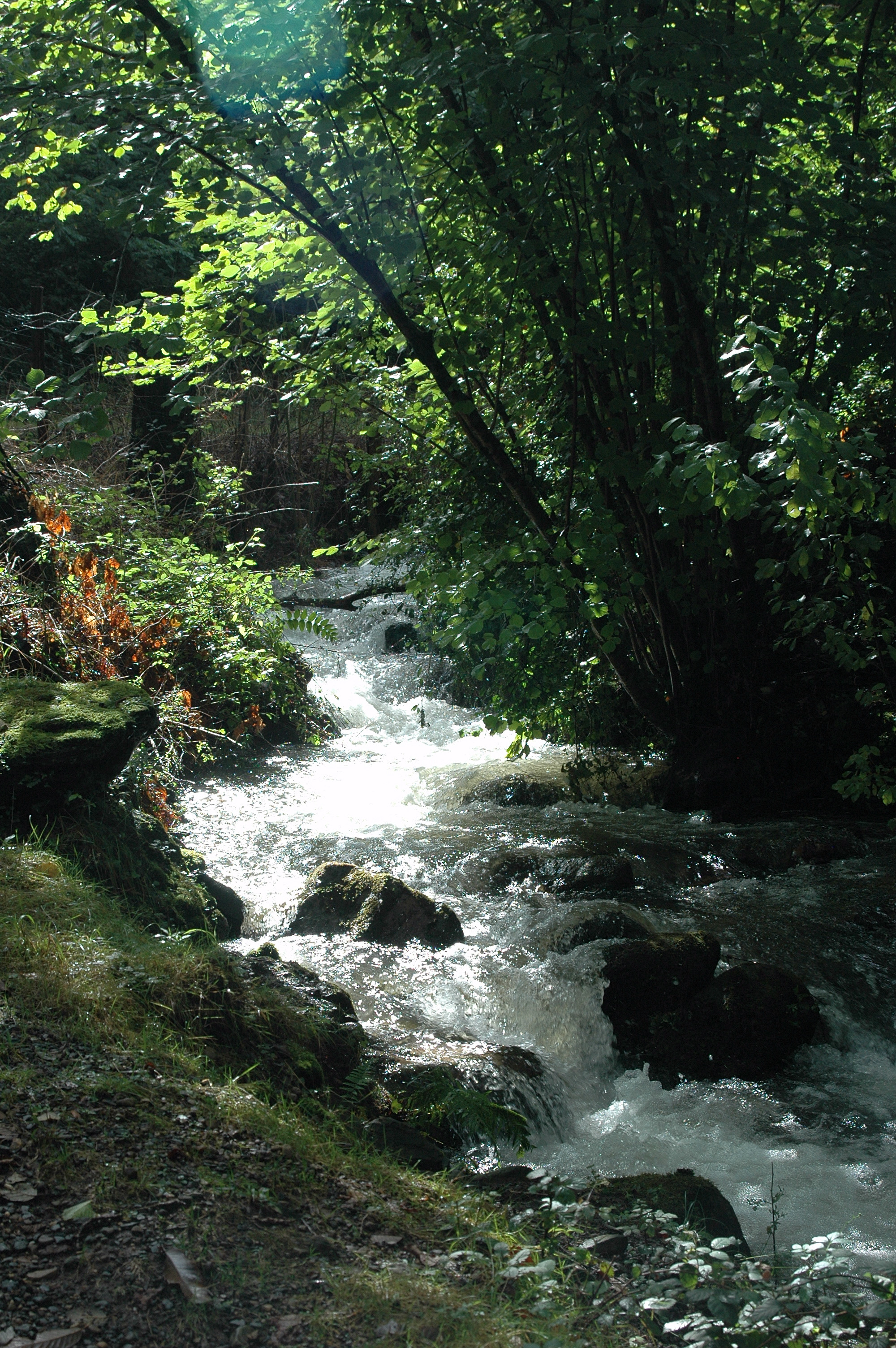
Nive-Nebenfluss Ruisseau du Laxia
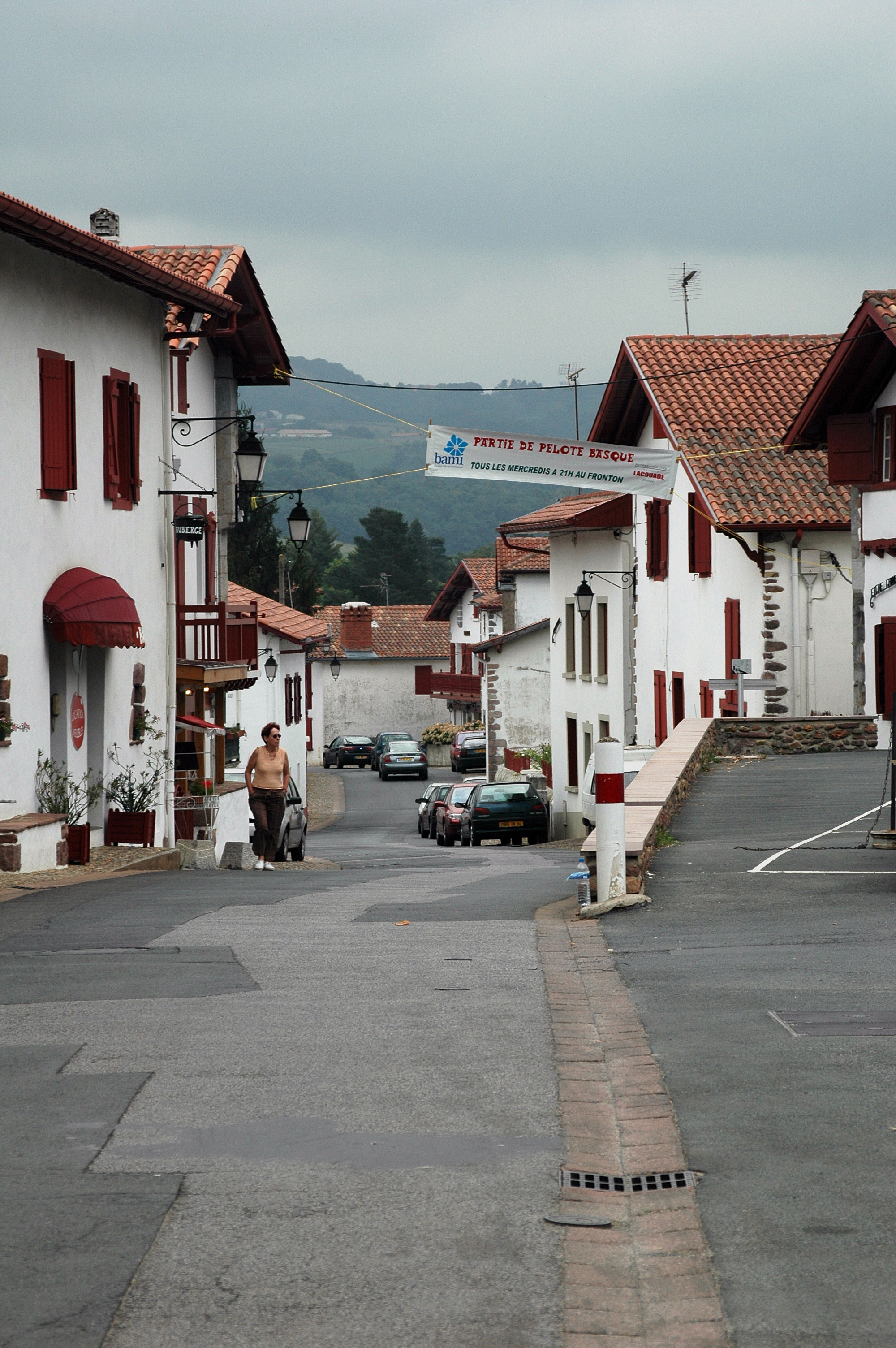
Hauptstraße in Itxassou

## Geschichte
Die baskische Name Itsasu stammt vom baskischen Wort für Besen (Itsas, Itxas) ab.
Im Jahr 1264 taucht der Ort als Ytssassu auf. Im topographischen Wörterbuch Bearn-Basque von 1863 heißt die Gemeinde Itsatsou.
1453 – während der Regierungszeit Karls VII. – kam Itxassou mit der gesamten Provinz Labourd als Domaine royal (Krondomäne) zu Frankreich.
Um 1650 kam der Gorria-Anbau nach Itxassou.

### Einwohnerentwicklung
| Jahr      | 1962 | 1968 | 1975 | 1982 | 1990 | 1999 | 2006 | 2013 | 2021 |
| Einwohner | 1134 | 1175 | 1218 | 1297 | 1563 | 1770 | 1970 | 2026 | 2164 |

Im Jahr 1962 wurde mit 1134 Bewohnern die bisher niedrigste Einwohnerzahl ermittelt. Die Zahlen basieren auf den Daten von cassini.ehess und INSEE.

## Sehenswürdigkeiten

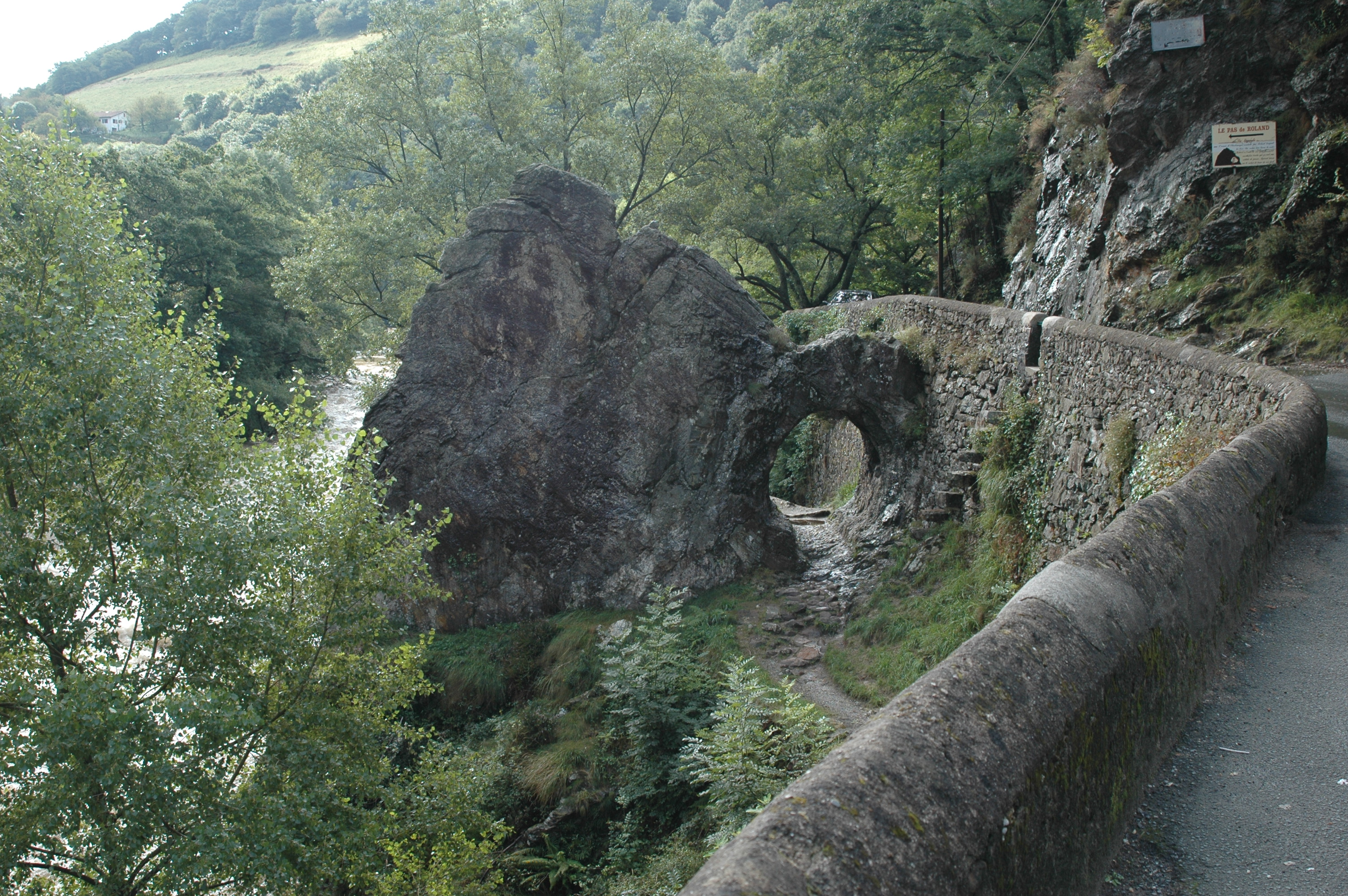
Felsentor Pas de Roland

- mehrere Cromlechs, steinkreisartige Megalithformationen aus der Jungsteinzeit oder Bronzezeit[6]:
  - Cromlech d’Arluxatta, Monument historique
  - Cromlech d’Iuskadi,  Monument historique
  - Cromlech de Meatse,  Monument historique
  - Cromlech de Meatseko-Biskarra,  Monument historique
  - Cromlechs de Zelaïou,  Monument historique
- Pas de Roland, ein Felsentor am rechten Steilufer der Nive, einer Legende nach von Roland mit seinem Schwert Durendal in den Fels geschlagen.
- Kaninchen- und Meerschweinchen-Park, vom 15. Juni bis 30. September geöffnet.
- Flugplatz am Mont Urzumu mit einem 360°-Aussichtspunkt
- Rafting-Station an der Nivebrücke
- 926 m hoher Gipfel des Artzamendi, auf den eine Straße hinauf führt (Panoramablick)

Quelle:

### Kirche

Kirche St. Fructuosus in Itxassou
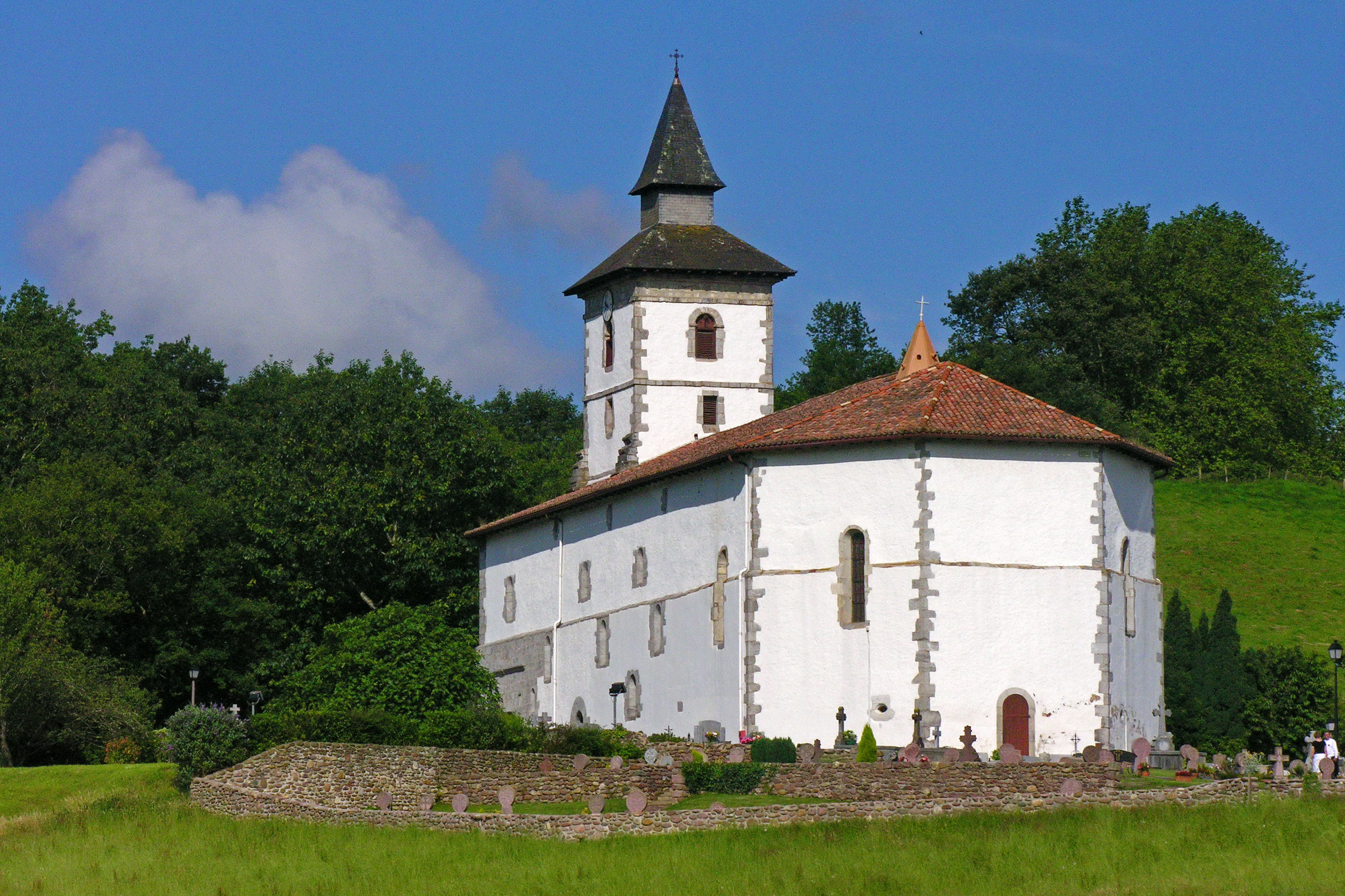
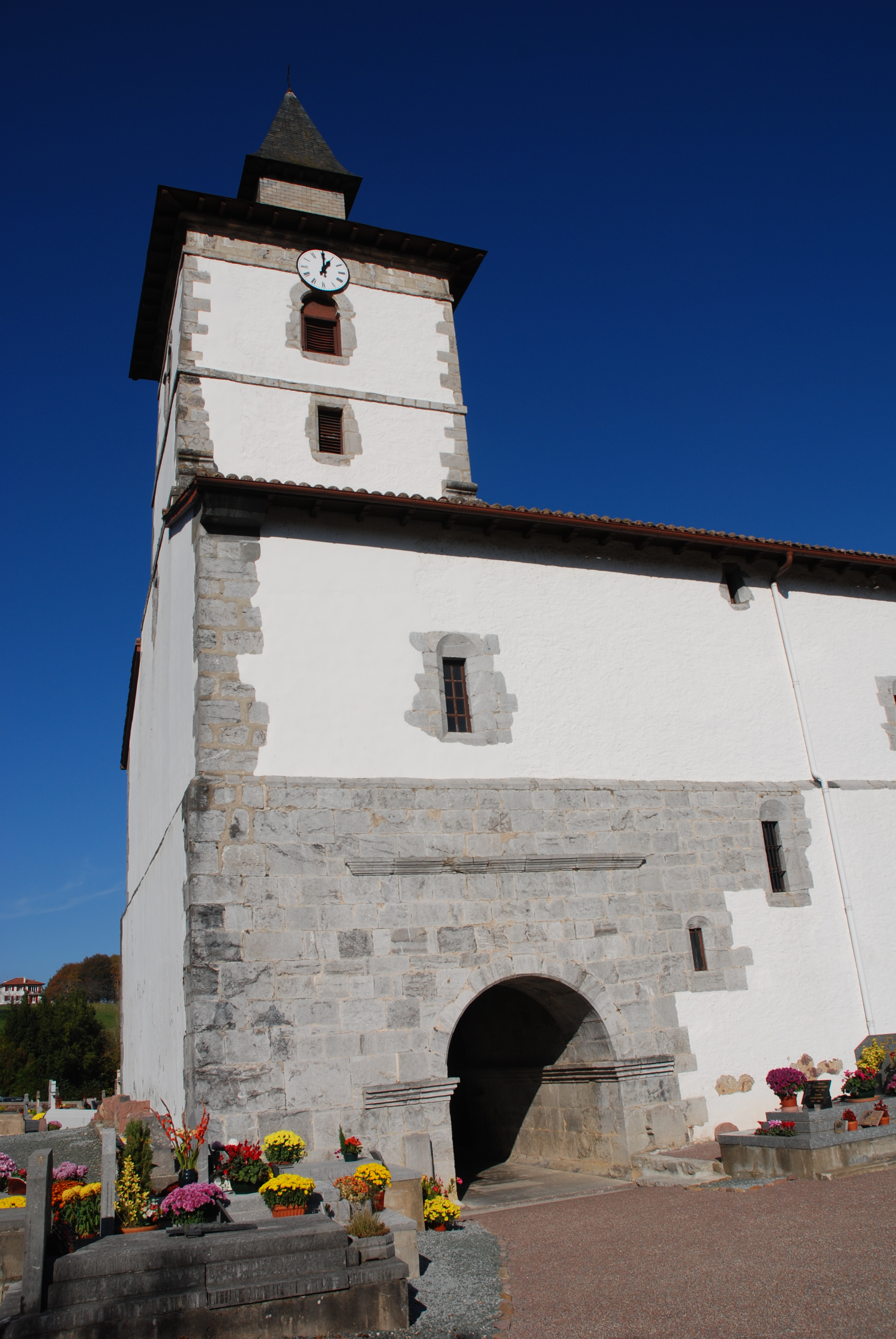
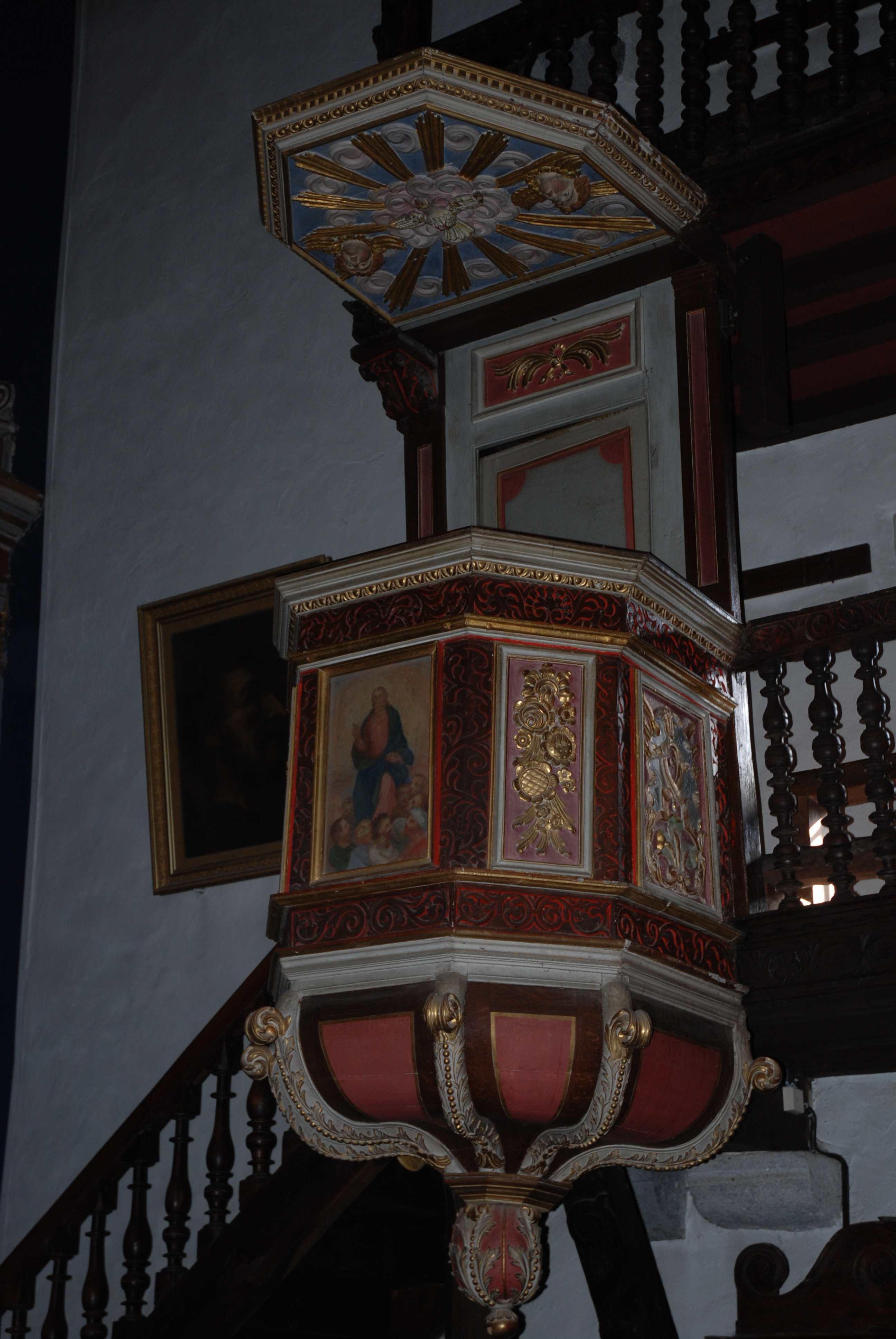
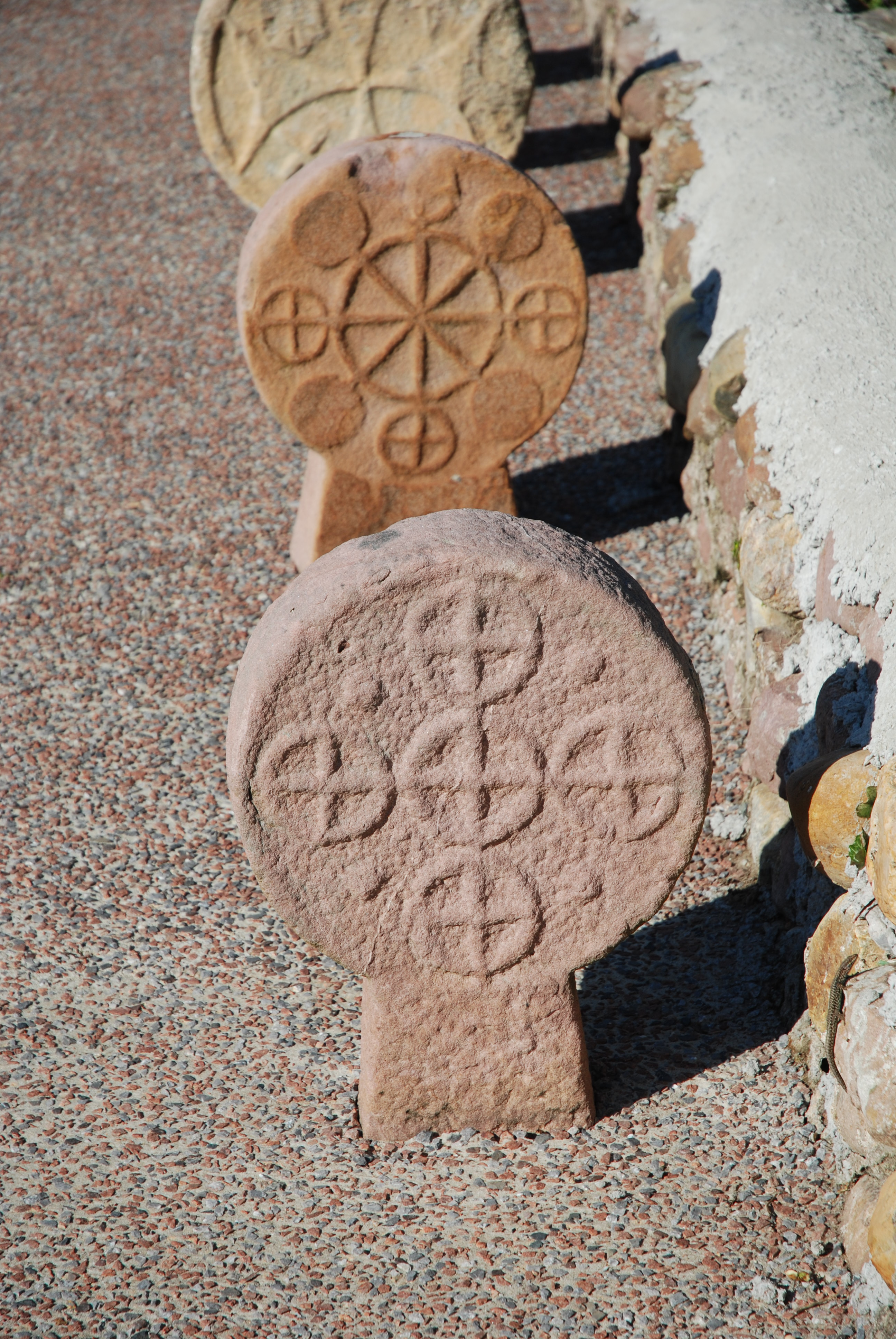
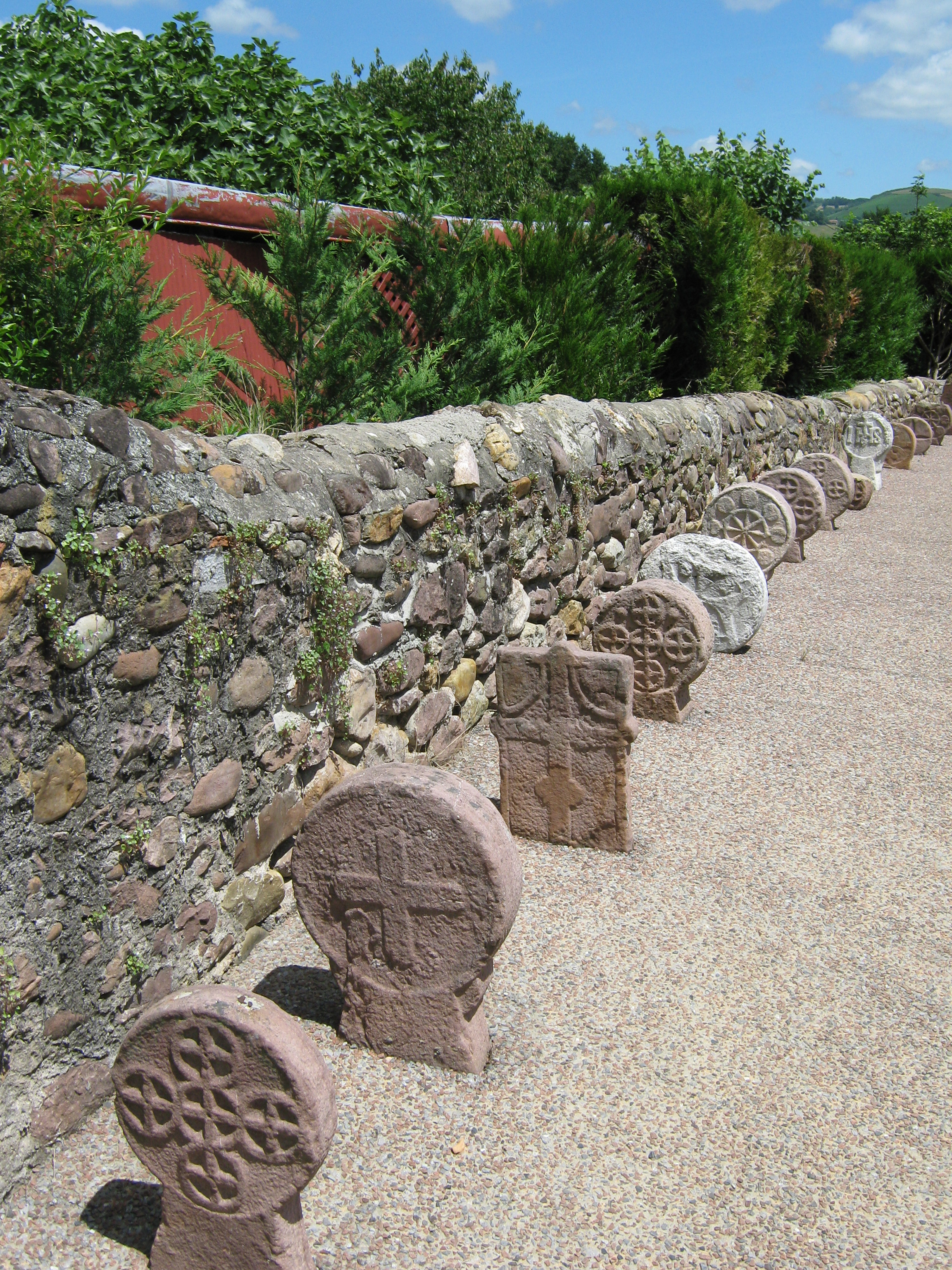

Die Kirche St. Fructuosus (Église Saint-Fructueux) stammt aus dem 17. Jahrhundert. Sie ist mit ihrer sehenswerten Inneneinrichtung (Forum und Galerie auf drei Stockwerken mit Holzschnitzereien) und Skulpturen rund um die Kirche als Monument historique eingestuft.

## Wirtschaft und Infrastruktur
In Itxassou gibt es neben vielen landwirtschaftlichen Betrieben zahlreiche Handwerks- und Dienstleistungsunternehmen sowie kleine mittelständische Industriebetriebe. Letztere haben sich besonders im Gewerbegebiet (zone d'activité) Errobi angesiedelt. Überregional bekannt ist die Gemeinde für die Gorria-Produktion – eine Chili-Varietät, die frisch oder zu Pulver gemahlen in der baskischen Küche nicht wegzudenken ist (Bacalao a la Vizcaina, Stockfisch in Paprikasoße; Chorizo a la Sidra, Paprikawurst in Apfelwein gekocht).
Weitere Spezialitäten sind die Kirschen von Itxassou, die sogar auf dem Wappen der Gemeinde zu sehen sind sowie der Ossau-Iraty, ein traditionell hergestellter Schafskäse.
Jeden Donnerstag ist Markttag auf dem Place du Fronton in Itxassou. In der Gemeinde sind 107 Landwirtschaftsbetriebe ansässig (Getreide-, Gemüse-, Obst- und Gewürzpflanzenanbau, Milchwirtschaft, Imkerei, Zucht von Pferden, Rindern, Schafen, Ziegen und Geflügel).
Auch der Tourismus hat sich inzwischen in Itxassou entwickelt. Es stehen derzeit 1128 Betten in Hotels, Pensionen und Ferienwohnungen zur Verfügung. Darüber hinaus gibt es einen Campingplatz mit 228 Stellplätzen.
Durch Itxassou führt die Fernstraße vom Ballungsraum Bayonne-Anglet-Biarritz das Nivetal hinauf nach Saint-Jean-Pied-de-Port. Parallel zur Fernstraße verläuft die 1898 fertiggestellte Bahnlinie von Bayonne nach Saint-Jean-Pied-de-Port. Der Bahnhof Itxassou liegt am rechten Ufer der Nive. Weitere Straßenverbindungen bestehen nach Espelette und Cambo-les-Bains.

## Belege
1. ↑  Paul Raymond: Dictionnaire Topographique du Département des Basses-Pyrénées. Imprimerie Impériale, Paris 1863, (Digitalisat).
2. ↑  Léon Mirot, Albert Mirot: Manuel de géographie historique de la France. Band 1: L'unité française. Neuausgabe der 2. Ausgabe 1947. Picard, Paris 1979, ISBN 2-7084-0033-9.
3. ↑  Piment d'Espelette - Ezpeletako Biperra (Seite nicht mehr abrufbar, festgestellt im Juli 2025. Suche in Webarchiven)  Info: Der Link wurde automatisch als defekt markiert. Bitte prüfe den Link gemäß Anleitung und entferne dann diesen Hinweis. (französisch)
4. ↑  Itxassou auf cassini.ehess
5. ↑  Itxassou auf INSEE
6. ↑  Einträge in der Base Mérimée des Kulturministeriums. Abgerufen am 26. Januar 2013 (französisch).
7. ↑  Sehenswürdigkeiten auf itxassou.fr (Seite nicht mehr abrufbar, festgestellt im Juli 2025. Suche in Webarchiven)  Info: Der Link wurde automatisch als defekt markiert. Bitte prüfe den Link gemäß Anleitung und entferne dann diesen Hinweis. (französisch)
8. ↑  Eintrag in der Base Mérimée des Kulturministeriums. Abgerufen am 26. Januar 2013 (französisch).
9. ↑  Landwirtschaftsbetriebe auf annuaire-mairie.fr, 4 Seiten (französisch)
10. ↑  Wirtschaftsdaten auf itxassou.fr (Memento des Originals vom 17. Juni 2013 im Internet Archive)  Info: Der Archivlink wurde automatisch eingesetzt und noch nicht geprüft. Bitte prüfe Original- und Archivlink gemäß Anleitung und entferne dann diesen Hinweis. (französisch)